# Lu Xun
Lu Xun (Pinyin= Lǔ Xùn) sau Lu Hsün (Wade-Giles), este pseudonimul sub care a publicat operele Zhou Shuren (Pinyin= Zhōu Shùrén; Wade-Giles= Chou Shu-jen) (25 septembrie, 1881 – 19 octombrie, 1936), unul dintre cei mai importanți scriitori chinezi din secolul al XX-lea. Este considerat inițiatorul curentului literar modern baihua. Lu Xun a fost nuvelist, editor, traducător, critic și eseist.
A fost considerat promotor al realismului social în literatura chineză, prin nuvelele sale de atitudine critică față de moravurile societății contemporane și povestiri satirice cu caracter antifeudal, în care folosește limbajul cotidian.
A scris și poeme în proză și scrieri autobiografice.

## Scrieri
- 1918: Ku'uang-jen jih-chi ("Jurnalul unui nebun")
- 1921: Ah Q cheng-chuan ("Adevărata poveste a lui Ah Q")
- 1923: Na han ("Chemarea")
- 1927: Ie cao ("Ierburi sălbatice").

1. ↑  Autoritatea BnF, accesat în 10 octombrie 2015
2. ↑  CONOR.SI[*] Verificați valoarea |titlelink= (ajutor)